# Pseudachorutella remyi
Pseudachorutella remyi är en urinsektsart som först beskrevs av Denis 1933.  Pseudachorutella remyi ingår i släktet Pseudachorutella, och familjen Neanuridae. Arten är reproducerande i Sverige.